# Saverio Zini
Saverio Zini (Sondalo, 11 giugno 1994) è un ex biatleta italiano.

## Biografia
Saverio Zini, originario di Livigno e attivo dalla stagione 2012-2013, ha partecipato ai Mondiali juniores di Presque Isle 2014 e Minsk Raǔbičy 2015 (8º nella staffetta nel 2014 il miglior risultato); ha esordito in IBU Cup il 9 gennaio 2016 a Nové Město na Moravě in individuale (56º) e in Coppa del Mondo il 6 dicembre 2018 a Pokljuka nella medesima specialità (106º). Nel massimo circuito internazionale ha ottenuto il miglior piazzamento individuale il giorno seguente nella stessa località in sprint (72º), il miglior risultato il 15 dicembre 2019 a Hochfilzen in staffetta (8º) e ha preso per l'ultima volta il via l'11 gennaio 2020 a Oberhof in staffetta (23º); ha disputato l'ultima gara internazionale della sua carriera il 18 dicembre 2021, la sprint di IBU Cup di Obertilliach chiusa da Zini al 32º posto, e si è ritirato dalla carriera agonistica al termine di quella stessa stagione 2021-2022.

## Palmarès

### Ibu Cup
- Miglior piazzamento in classifica generale: 23º nel 2021